# Bécsújhelyi katonai repülőtér
A Bécsújhelyi katonai repülőtér (németül Flugplatz Wiener Neustadt/West) az alsó-ausztriai Bécsújhely (Wiener Neustadt) városától nyugatra fekszik. Több  mint 20 repülőegyesületnek és -iskolának ad otthont. A repülőtér Európa legnagyobb természetes leszállóhelye (vagyis nincs burkolattal ellátott kifutó) és egyben a kontinens legrégebbi repülőtere. A repülőtér – melyen hat füves kifutópálya helyezkedik el, és a leghosszabb közülük 1620 m hosszú – az osztrák vitorlázórepülés és ejtőernyős sportok központja.